# بومادران معمولی
بومادران معمولی یا بومادران هزار برگ، گیاهی است از تیرهٔ گل‌ستاره‌ای‌ها از سردهٔ بومادران
گیاهی است علفی و یکساله، دارای ساقه و شاخه‌های راست به ارتفاع ۲۵ تا ۶۰ سانتیمتر که در نواحی بحرالروم (مدیترانه) و غالب نقاط ایران می‌روید. این گیاه به رنگ سبز مایل به زرد با دمبرگ دراز و گلهایی مجتمع به صورت خوشهٔ دراز در کنارهٔ برگ‌ها دارد. دانه اش تقریباً کروی و صاف است. سرشاخه‌های گل دار این گیاه بعلت دارا بودن اسانس بوی مخصوص دارند. مشک چوپان در طب عوام به عنوان خلط آور مصرف می‌شود و برای آن اثر ضد تشنج و نیرو دهنده و تسکین دهنده تنگی نفس ذکر شده‌است. به آن مشک داش هم گفته شده‌است.

## تاریخچه
نام لاتین این گیاه برگرفته از نام آشیل، قهرمان افسانه‌ای یونان است. گفته می‌شود در دوران نبردهای تروآ (حدود ۱۲۰۰ سال قبل از میلاد) از بومادران برای درمان زخم و جلوگیری از خون‌ریزی و عفونت استفاده می‌شد. ضمناً این گیاه در دورة ساکسون‌ها برای دفع چشم بد به کار می‌رفت و نیز در مراسم سحر و جادو هم از آن استفاده می‌شد. نام مرسوم آن یعنی «خون دماغ» کاربرد سنتی بند آورنده خون‌ریزی آن را بیان می‌کند.

## ویژگی‌های گیاه‌شناسی
گیاهی است پایا، به ارتفاع ۲۰ تا ۹۰ سانتیمتر و حتی بیشتر که برگ‌هایی بدون دمبرگ، دراز و پوشیده از کرک دارد که دارای بریدگی‌های زیاد و باریکی است. گل‌های سفید رنگ آن به صورت کاپیتول کوچک و مجتمع، گل‌آذین دیهیم در قسمت انتهایی ساقه قرار گرفته‌اند. کاپیتول‌های کوچک و متعدد آن به طول ۴ تا ۸ میلی‌متر و به عرض ۲ تا ۵ میلی‌متر می‌باشد و در هر کاپیتول آن، دو نوع گل، یکی زبانه‌ای و سفید رنگ، واقع در حاشیه گل آذین و دیگری لوله‌ای و واقع در ناحیه وسط، دیده می‌شود. همه قسمت‌های گیاه دارای بوی نافذ و تلخ مزه‌است.
بومادران گونه millefolium دارای گل‌های سفید رنگ می‌باشد ولی گونه santolina از نظر اندازه، گیاهی کوچک‌تر و دارای گل‌هایی به رنگ زرد با بویی معطر و نافذ است.
خود گیاه بومادران ساقه‌ای به ارتفاع ۱۰–۳۵سانتیمتر دارد. گونه‌های دیگر آن برحسب نوع و محل روییش ارتفاعی به اندازهٔ ۱۰–۸۰ و۱۵–۵۵ و۱۵–۴۰ دارند

## خرده نگاری
گرد بومادران به رنگ سبز روشن با بوی معطر و مخصوص و طعم تلخ بوده و در زیر میکروسکوپ شامل قسمت‌های زیر است: تارهای غیرترشحی که اختصاصی است، بخشی از فیبرهای ساقه، بخشی از گلبرگ با پارانشیم کنگره‌ای، بخشی از میله پرچم و دانه گرده به شکل کروی و خاردار.

## Assay
تعیین مقدار اسانس: ۳۰ g اندام هوایی گیاه را با۵۰۰ mL آب داخل بالنی با حجم mL ۱۰۰۰ ریخته و با سرعتmL ۳–۴ در دقیقه، به مدت ۴ ساعت تقطیر کرده و با حلال گزیلن تعیین مقدار می‌شود.
میزان خاکستر تام: حداکثر ۱۰٪
میزان خاکستر تام نامحلول در HCl: حداکثر ۲٫۵٪
میزان رطوبت: در اثر خشک کردنg ۰٫۵ پودر گیاه در oven با دمای Cﹾ۱۰۵–۱۰۰ به مدت ۲ ساعت، بیش از ۱۲٪ ورن کاهش نیابد.

## محل رویش و زمان جمع‌آوری
بومادران علف هرز مزارع است و به صورت خودرو در دشت‌ها و کنار جاده‌ها و نواحی کوهستانی اروپا و در مناطقی از شمال ایران و ارتفاعات البرز و در غرب استان اصفهان شهرستان فریدن و درکوه‌های کرمان به‌خصوص کوه هزار و کوه بیدخوان بردسیر می‌روید. زمان گلدهی گیاه از اواخر اردیبهشت تا پایان تیرماه و بهترین زمان برداشت نیمه اول تیرماه است.
بومادران در گویش شمال خراسان و آذربایجان ساریگل نام دارد.
بومادران ازتیرهٔ کاسنی و از تیره مرکبیان است
انواع مختلفی دارد که درکتاب فلور ایلام موجود و ثبت شده می‌باشد
این گیاه در استان ایلام به وفور یافت می‌شود.
بومادران با گل‌های زرد رنگ در استان لرستان نیز می‌روید و در زبان کُردی گویش کلهری بوماران و در گویش لری «برنجداس» نامیده می‌شود و در زبان کُردی   گویش لکی (گل ماینه) نامیده می شود.

## فراورده‌ها
اشکال موجود: کپسول، عصاره، پودر، چای، تنتور، لوسیون، baths
داروی موجود در بازار: یکی از اجزای متشکله پودر شیرینوش از شرکت گل دارو و از اجزای دهانشویه پرسیکا از شرکت پورسینا می‌باشد.

## ترکیب با گیاهان دارویی دیگر
- بذر کرفس: افزایش دفع اسید اوریک و درمان نقرس
- آقطی و نعناع: مفید برای سرماخوردگی و آنفلوآنزا
- زیژفول یا بداغ برفی: درمان فشار خون بالا
- افشرهٔ دم اسب و بارهنگ نیزه‌ای: درمان شکنندگی مویرگ‌ها
- سپرک و دم شیر: درمان PMS و قاعدگی دردناک

## طریقه و مقدار مصرف
۴–۲ گرم از سرشاخه‌های گلدار را با حدود یک لیوان آب به مدت ۱۰ دقیقه جوشانده و صاف کرده و پس از سرد شدن، یک تا سه بار در روز میل شود (با نبات یا عسل).
شما می‌توانید این گیاه را مانند چای دم کنید و روزی؟ فنجان از آن را بنوشید. این کار سبب تعریق بیشتر بدن و کاهش تب می‌شود. همچنین اگر این جوشانده را با اسانس نعناع به خوبی ترکیب کنید، محلول بسیار خوبی برای درمان سرماخوردگی است. یک فنجان از این جوشانده می‌تواند اشتها را نیز تحریک کند.

## عوارض جانبی
بومادران جزو گیاهان با حداقل عوارض جانبی است و در دوز مصرفی سر شاخه‌های گلدار به صورت دم کرده، عوارض جانبی آن نادر است ولی با این حال عوارض زیر را به آن نسبت داده‌اند:
خواب آلودگی، سداسیون، تهوع، استفراغ، بی اشتهایی، حساسیت به نور (مصرف دراز مدت)، درماتیت تماسی (به احتمال قوی در اثر گوایانولید پراکسیدها از جمله آلفا- پروکسی آشی فولید)

## موارد احتیاط و منع مصرف
حاملگی (محرک انقباض رحم است)، شیردهی، کودکان زیر دو سال، حساسیت به بومادران و سایر اعضای خانوادهٔ Compositae
از مصرف این دارو در ناحیهٔ اطراف و داخل چشم خودداری شود.

## تداخلات دارویی
با آنتی اسیدها، H2 Blockers، مهارکننده‌های پمپ پروتون ← کاهش اثرات داروها
با آنتی کواگولانت‌ها و ضد پلاکت‌ها (هپارین، وارفارین، سالیسیلات) ← افزایش ریسک خونریزی
با داروهای ضد فشار خون ← کاهش بیش از حد فشار خون
با مضعف‌های CNS (مسکن- خواب‌آورها، الکل، opiateها، باربیتورات‌ها) ← over sedation
با املاح آهن ← کاهش جذب املاح ◄مصرف با فاصلهٔ ۲ ساعته از هم

## بخش‌های داروئی
- سرشاخه‌های گل دار
- برگ

گل بومادران جهت دفع کرمهای معده و روده بسیار مفید می‌باشد. منع مصرف برای اشخاصی که دارای حساسیت‌های فصلی می‌باشند وجود دارد. جهت بهبود سوءهاضمه و دیگر موارد گوارشی مفید است. مقدار مصرف برای اشخاص بالغ روزانه ۲۵ گرم بیشتر توصیه نمی‌شود.
می‌توانید از قطره عصاره این گیاه نیز استفاده کنید می‌توان چند قطره از آن را سه بار در روز میل کنید. این کار، اختلالات مجاری ادرار را درمان می‌کند.
هنگام خون دماغ شدن نیز می‌توانید یک برگ تازه از گیاه را داخل سوراخ بینی قرار دهید. برگ تازه این گیاه به سرعت خونریزی بینی را متوقف می‌کند.

## ترکیب‌های شیمیائی
- روغن‌های فرار: کامازولن، کامفر و …
- سزکویی ترپن: لاکتون آکیلئین

## خواص درمانی
قسمت های مورد استفاده آن گل ها و برگ خشک شده آن می باشد. بومادران حاوی روغنی آبی رنگ است که از تقطیر متریسین موجود درآن ایجاد شده است. بومادران حاوی: آلکالوئید ها،آشیلین،تانن ،مقدار کمی ویتامین آ ،عامل انعقاد خون،نوعی هتروزید،فیتوسترول و مواد دیگر است.

##### خواص کلی
ضد التهاب، ضد تب، ضد اسپاسم، آرام بخش دردهای معدی، محرک گوارشی، مقوی معده، ضد نفخ، ملین، صفرا آور، برطرف‌کننده بی اشتهایی، ضد میکروب قوی، ضد ویروس، ضد باکتری، ضد کرم، شستشو دهنده و ضد عفونی‌کننده، ضد عفونی‌کننده مجاری ادراری، ادرار آور، معرق، ضد درد و مسکن، قابض مخاط، ضد حساسیت، ضداحتقان، خلط آور، شل‌کننده عروق محیطی، کاهنده پر فشاری خون، ضد ترومبوز مغزی و شریانی، تقویت رگ‌های واریسی، التیام دهنده زخم و جراحات، بند آورنده خونریزی، قاعده آور، منظم‌کننده قاعدگی، کاهش دهنده خونروی ماهیانه و کاهش درد، رفع‌کننده بواسیر، ضد شوره سر، مرطوب‌کننده پوست.
برای زایمان آسان دم کرده آن مفید می باشد،مالیدن روغن بومادران به مفاصل درد مفاصل را تسکین می دهد. خوردن دم کرده ۴ گرم بومادران در ۱۵۰ سی سی آب جوش  بعد از غذا برای بی خوابی مفید است و همچنین دم کرده ۲ گرم بومادران در ۱۰۰ سی سی آب تقویت کننده اعصاب است.